# Soledad Varela Ortega
Soledad Varela Ortega (Madrid, 1945), conocida también como Paloma Varela, es una filóloga española especialista en Gramática del español, Morfología sincrónica y Español como Lengua Extranjera (ELE). Es una Investigadora dedicada al estudio de la lengua, su morfología y sintaxis.

## Biografía
Varela procede de una familia eminentemente culta, hija de la escritora Soledad Ortega y nieta del insigne filósofo  y pensador Ortega y Gasset.  Estudió la enseñanza primaria y secundaria en el Colegio Estudio, fundado en los años 40 por Jimena Menéndez Pidal, como legado de la Institución Libre de Enseñanza. Posteriormente realizó la carrera de Filología en la Universidad Complutense de Madrid. “Master of Arts” por la Pensylvania State University (1974) y Doctora en Filología Hispánica por la Universidad Autónoma de Madrid (1978).

## Enseñanza
En el año1967 comenzó su etapa pedagógica ejerciendo la enseñanza en colegios privados, institutos públicos de bachillerato (profesora agregada), Penn State (TA) y profesora adjunta en la Universidad Autónoma de Madrid.  
En enero de 1985 obtuvo la titularidad  de Profesora Titular de Filología Española en la Universidad Autónoma de Madrid de 1985 a 2006. 
En octubre de 1997 trabajó en Comisión de Servicios en la UNED, Madrid de 1997 a 1998.
Ha desarrollado su profesión como catedrática en el departamento de Filología Española en la Universidad Autónoma de Madrid de 2006 al 2010, año de su jubilación

### Cargos académicos
- - Vicedecana de Extensión Universitaria y Actividades Culturales, en la Facultad de Filosofía y Letras, Universidad Autónoma de Madrid, enero de 1981‑julio de 1982.
- - Vicerrectora de Actividades Culturales y Bibliotecas, Universidad Autónoma de Madrid, julio de 1982‑abril de 1984.
- - Delegada de la Rectora para Bibliotecas, Universidad Autónoma de Madrid, abril de 1984‑abril de 1985.

## Investigación
Varela ha sido una Investigadora dedicada exclusivamente al estudio de la lengua, su morfología y sintaxis ha sido reclamada por múltiples universidades como conferenciante, dirigiendo seminarios y en múltiples artículos y colaboraciones, siendo un referente en la materia.
En la Fundación José Ortega y Gasset, fue la responsable de los cursos de formación de profesores de ELE, por donde han pasado cientos de profesores y estudiantes nativos y extranjeros.
En la Universidad Autónoma de Madrid varios investigadores del departamento de Filología publicaron en el año 2018 "Soledad Varela Ortega: Una lección de vida". En dicho artículo elaborado con los recuerdos de sus alumnos,  muestran una semblanza los rasgos de su ejemplar magisterio, de su compromiso con la enseñanza y la investigación.
En la web de la Biblioteca en línea studylib.es,  hay una extensa relación de los proyectos de investigación realizados por la autora, las comunicaciones y ponencias en simposios y congresos internacionales tales como en la Universidad de Bolonia, La Pompeu Fabra de Barcelona, en la Asociación Brasileña de Hispanistas en Sao Paolo, Brasil, etc. Impartió docencia graduada en varias universidades extranjeras: en la Universidad de Tel- Aviv, en la Universidad de Minnesota (en dos ocasiones), en la Universidad Esta- tal de Ohio, en la Universidad Carolina de Praga, en la Universidad de Rosario y en la Universidad de San Marcos en Lima. Además en esta web studylib.es hay una extensa relación de las tesis doctorales dirigidas, así como de memorias de licenciatura y trabajos de investigación avanzada.

### Actividad investigadora desempeñada
- Consejo Superior de Investigaciones Científicas (Instituto Nebrija),Colaboradora de Investigación. 1970-1971.
- Ministerio de Educación, Plan de Formación de Personal Investigador 1975-1978.
- University of California, La Jolla (EE. UU.), Visiting Scholar, noviembre‑diciembre 1979.
- University of Minnesota (EE. UU.), Visiting Scholar, febrero de 1986.
- University of Ottawa (Canadá), Visiting Scholar, abril de 1987.
- University of Illinois-Chicago (EE. UU.), Visiting Scholar, mayo de 1989.
- The Ohio State University (EE. UU.), Visiting Scholar, octubre de 1990.

## Publicaciones

### Libros
Fundamentos de Morfología, Madrid, Síntesis, 1990.
(ed.): La Formación de Palabras, Madrid, Taurus, 1993.
(con J. Marín Arrese): Línea a Línea, Madrid, S.M., 1994.
Fundamentos de Morfología Lingüística 5, editorial Síntesis editorial ISBN 8477380902
(con Ll. Gràcia, M.ª T. Cabré y M. Azkarate): Configuración morfológica y estructura argumental: léxico y diccionario, Lejona, Servicio de Publicaciones de la Universidad del País Vasco, 2000.
La morfología léxica: Formación de palabras, Madrid, Gredos, 2005.

### Artículos (selección)
(2000) -''25 años de morfología española: la formación de palabras (1970-1995)'', en M. Bargalló y C. Garriga (eds.),
-"25 Años de Investigación en la Lengua Española", Tarragona, Universitat Rovira i Virgili, págs. 81-110.
-''Sobre las relaciones de la morfología con la sintaxis'', Revista Española de Lingüística 29/2, págs. 257-281.
(2001) -(con L. Haouet): ''For a morphological analysis in the privacy of the lexicon: prefixed verbs'', Cuadernos de Linguística del I. U. Ortega y Gasset VIII, págs. 53-69.
-(con J.M. Blecua): ''Las lenguas de España: presente y futuro'', Proceedings of the Congress of Eurotaal, Lingua e Stile XXXVI / 2, págs. 275-290.
(2002) - ''Active or 'Subjective' Adjectival Participles in Spanish'', en J. Lee, K. Geeslin y C. Clements (eds.),
- Structure, Meaning, and Acquisition in Spanish. Papers from the 4th Hispanic Linguistics Symposium, Somerville, Cascadilla Press, págs. 304-316.
-''Morfología y formación de palabras'', en J. García-Medall (ed.), Aspectos de morfología derivativa del español, Lugo, Ed. Tristram, Col. Grammaton n.º 5, págs. 167-187.
-'Sobre las conexiones entre estructura y significado en el dominio de la palabra'', Revista Portuguesa de Filología 24 (2001-2002), págs. 209-232. 
(2003) -(con E. Felíu): ''Internally Motivated Structural Borrowing in Spanish Morphology'', en P. Kempchinsky y C.E. Piñeros (eds.), 
-Theory, Practice, and Acquisition. --Papers from the 6th Hispanic Linguistics Symposium,Somerville (MA), Cascadilla Press, págs. 83-101.
-''Lexical Morphology Revisited: Form/Meaning Correspondences in Psych Adjectival Participles'' en G. Booij et alii (eds.) 
-"Topics in Morphology: Selected Papers" from the Third Mediterranean Morphology Meeting, Barcelona, U. Pompeu Fabra, págs. 51-74.
-''Léxico, morfología y gramática en la enseñanza de español como lengua extranjera'', Estudios de Lingüística de la Universidad de Alicante 17 (volumen conmemorativo), págs. 571-588.
(2009)- “What and where is morphology”, Studies in Hispanic and Lusophone Linguistics, 2/2, págs.451-461.
(2012) - “La interacción de las nominalizaciones con la voz, el aspecto y la dimensión temporal”, en E. Bernal, C. Sinner y M. Emsel (eds.)
-"Tiempo y espacio en la formación de palabras del español", Múnich, Peniope, págs. 91-106.
- “Derivation and Compounding”, en J. Hualde, A. Olarrea y E. O’Rourke (eds.), The Handbook of Hispanic Linguistics, Oxford, Blackwell, págs. 209-226.